# Parroquia de Saint John Capisterre
Saint John Capisterre es una de las 14 parroquias administrativas que componen San Cristóbal y Nieves. Es la segunda parroquia más grande en la  isla de San Cristóbal (después de la Parroquia de Saint George Basseterre), y la tercera parroquia más grande de la federación (la mayor de todas, en cuanto a superficie, es la Parroquia de Saint James Windward). La ciudad capital es Dieppe Bay Town. Superficie: 25km². Población: 3181 personas, lo que da una densidad de 127,4 residentes por kilómetro cuadrado.

## Tierra
La línea de la costa de 5 millas de la parroquia es el lugar más bello del país. Las costas norteñas consisten en playas largas con arena volcánica negra. Las otras playas, Parson's Beach y Sandy Bay, sin embargo, carecen de protección y son estropeadas por las ondas turbulentas del Océano Atlántico. Las costas meridionales contienen una de las características naturales más conocidas de la isla, Black Rocks. Estirado casi 2 millas, estas proyecciones metamórficas grandes de roca son el resultado de la última erupción volcánica de la isla Saint Kitts (Se cree que fue en el siglo XIV) cuando la lava vertió cuesta abajo del monte Liamuiga y se arrastró hasta el Océano Atlántico, en donde se refrescó y endureció. Saint John Capisterre es también dueño del pico más alto de las islas de sotavento, el monte Liamuiga, que el lago del cráter marca el límite de Saint John Capisterre y de Saint Anne. El interior de la parroquia es dominado totalmente por Liamuiga y otros picos del noroeste y del centro, cubiertos con bosques tropicales. Debajo de 1000 pies, se pueden hallar pequeñas granjas entre los bosques y antiguas plantaciones de azúcar. La parroquia es el productor principal de fruta tropical en la isla.

## Ciudades y Pueblos
Saddler, con una población de casi 2.000 personas es la más grande de todas las ciudades. La aldea de Tabernacle es el segundo establecimiento más grande. Otro establecimiento principal en la parroquia es Dieppe Town, el primer establecimiento francés en la isla, y la capital de la parroquia (aunque funciona Saddler como una segunda capital). El resto de los establecimientos son más a fondo interiores. Tabernacle se reconoce más a fondo localmente, siendo fundado por los esclavos emancipados a fines del siglo diecinueve.
Capital: Dieppe Town
Ciudad más grande: Saddler
Otros establecimientos y pueblos:
- Parson's
- Harris'
- Belle Vue
- Tabernacle
- Lynch's
- Pogson's

## Economía
El patrón principal en la parroquia es agricultura. Las cuestas fértiles del monte Liamuiga son poseedoras de muchas granjas pequeñas y una variedad amplia de frutas tropicales se producen para la consumición local, principalmente el acerola, el aguacate, el plátano, los árboles del pan, el carambola, el anacardo, el mango, la papaya, la manzana de azúcar, y la manzana de oro. El turismo es también una industria dominante aquí. El hotel Golden Lemon Hotel, es uno de los más exclusivos y costosos, situado en la playa de Dieppe Bay. La bahía arenosa más áspera ha crecido tanto que se llegó aq practicar surf, y para esos aún más aventureros, pueden escalar los acantilados y bañarse en piscinas naturales que se han formado.

## Puerto
En el siglo XVII, el puerto de la ciudad Dieppe Bay, el puerto protegido de la isla, era el centro de la actividad comercial en la isla, y sirvió la región francesa de Capisterre, de la cual la parroquia deriva su nombre. Después de control británico completado en 1713, sin embargo, sus funciones como un puerto internacional cesaron. Hoy, el puerto se utiliza como base para el guardacostas local, para los buques de pesca pequeños, y también como muelle para los veleros pequeños en tiempo turbulento.

## Programas para el futuro
La pista de carreras de Beaumont, granizada para ser una del más finas de la región se está acercando actualmente a la terminación en la ciudad de Dieppe Bay. La pista será para carreras de caballos y de galgos. Los chalés de las alturas de Beaumont, rodeando el área, también se están desarrollando actualmente.